# Vermiglio (película)
Vermiglio es una película dramática italiana de 2024 escrita, coproducida y dirigida por Maura Delpero. La película se estrenó en el 81.º Festival Internacional de Cine de Venecia, donde ganó el Gran Premio del Jurado. Fue designada como la entrada italiana a Mejor Película Internacional en los 97.º Premios Óscar.

## Sinopsis
Drama de época ambientado en un remoto pueblo de montaña de los Alpes italianos a finales de la Segunda Guerra Mundial. La historia nos adentra en la familia del maestro local y nos muestra cómo la llegada de un soldado desertor alterará su vida y conducirá a todos sus miembros a un destino inesperado.

## Reparto
- Giuseppe De Domenico como Pietro Riso
- Martina Scrinzi como Lucía Graziadei
- Tommaso Ragno como Cesare Graziadei
- Carlota Gamba como Virginia
- Roberta Rovelli como Adèle
- Orietta Notari como la tía Cesira
- Patrick Gardener como Dino Graziadei
- Anna Thaler como Flavia
- Luis Thaler como Tarcisio
- Simone Bendetti como Giacinto
- Santiago Fondevila como Attilio
- Rachele Potrich como Ada
- Sara Serraiocco

## Producción
La fotografía principal comenzó el 28 de agosto de 2023, y los rodajes finalizaron en diciembre. 
La película se rodó entre las localidades de Vermiglio , Carciato y Comasine en la región de Trentino-Alto Adigio. Está producida por Cinedora (Italia), Charades (Francia) y Versus (Bélgica). Delpero decidió hacer la película después de la muerte de su padre como una forma de ayudar a garantizar que las tradiciones en las que había crecido no se perdieran, incluida la realización de muchas entrevistas con la gente local durante la preproducción.

## Lanzamiento

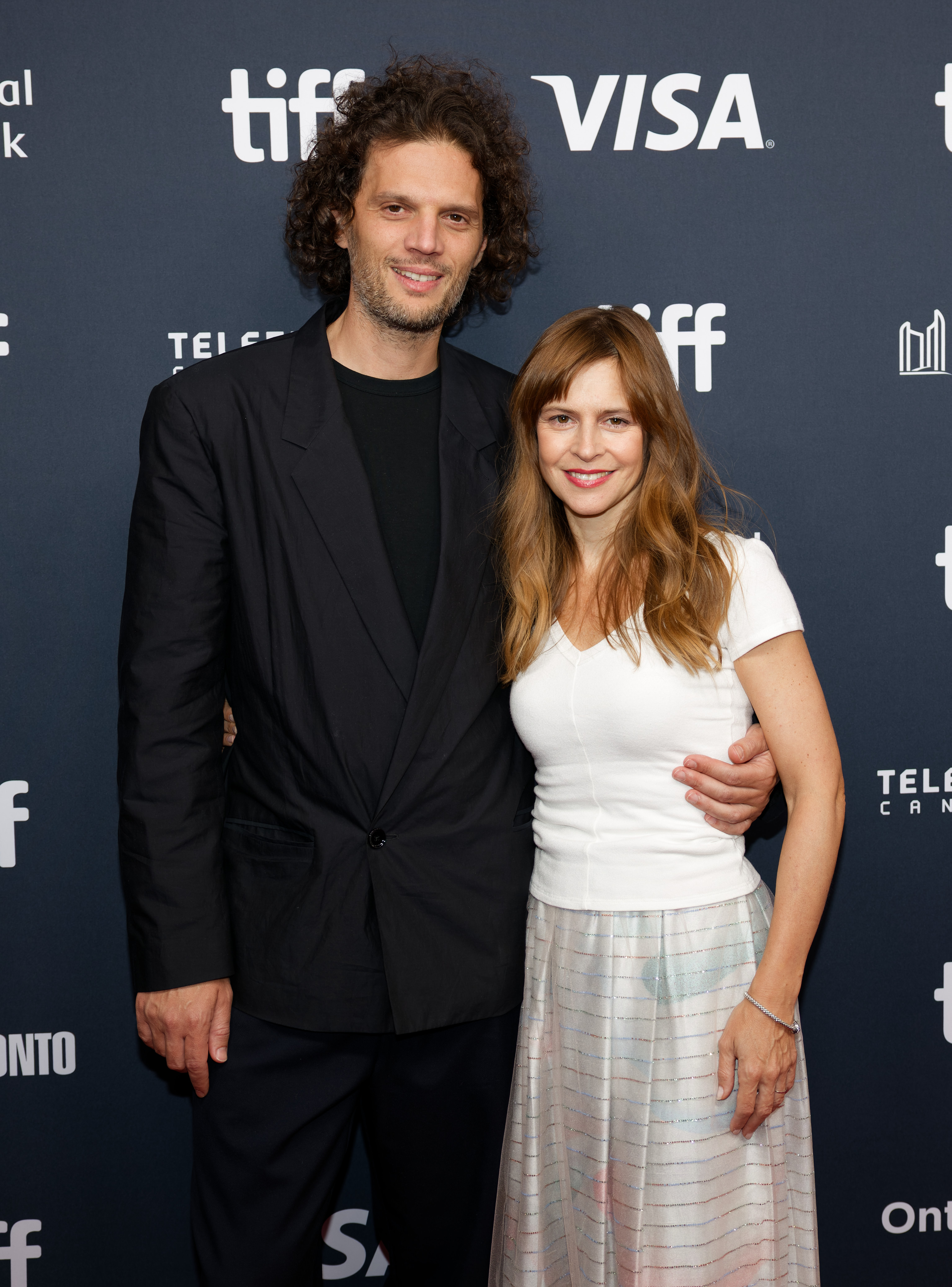
Leonardo Guerra Seràgnoli junto a la directora Maura Delpero en el estreno de la película en el Festival de Cine de Toronto (2024).

La película se estrenó mundialmente en competición en el 81º Festival Internacional de Cine de Venecia. Hizo su estreno en Norteamérica en el 49º Festival Internacional de Cine de Toronto.

## Premios y nominaciones
| Premio                              | Año                     | Categoría                                                   | Nominado/a                                                                             | Resultado | Ref.   |
| ----------------------------------- | ----------------------- | ----------------------------------------------------------- | -------------------------------------------------------------------------------------- | --------- | ------ |
| Venice Film Festival                | 3 de septiembre de 2024 | León de Oro                                                 | Maura Delpero                                                                          | Nominada  | [ 5 ]  |
| Venice Film Festival                | 3 de septiembre de 2024 | Gran Premio del Jurado                                      | Maura Delpero                                                                          | Ganadora  | [ 6 ]  |
| Venice Film Festival                | 3 de septiembre de 2024 | Sorriso Diverso Venezia Award a la Mejor película Italiana  | Maura Delpero                                                                          | Ganadora  | [ 7 ]  |
| Venice Film Festival                | 3 de septiembre de 2024 | Premio NUOVOIMAIE Talent a la mejor actriz joven revelación | Martina Scrinzi                                                                        | Ganadora  | [ 7 ]  |
| Venice Film Festival                | 3 de septiembre de 2024 | Premio La Pellicola d'Oro al Mejor Jefe Electricista        | Kristian De Martiis                                                                    | Ganador   | [ 7 ]  |
| Chicago International Film Festival | 27 de octubre de 2024   | Gold Hugo                                                   | Vermiglio                                                                              | Ganadora  | [ 8 ]  |
| Camerimage                          | 23 de noviembre de 2024 | Rana de Oro a la mejor fotografía                           | Mikhail Krichman                                                                       | Nominado  | [ 9 ]  |
| Gotham Awards                       | 2 de diciembre de 2024  | Mejor Película Internacional                                | Maura Delpero, Francesca Andreoli, Santiago Fondevila Sance, Leonardo Guerra Seràgnoli | Nominados | [ 10 ] |
| European Film Awards                | 7 de diciembre de 2024  | Película Europea                                            | Vermiglio                                                                              | Nominada  | [ 11 ] |
| European Film Awards                | 7 de diciembre de 2024  | Director Europeo                                            | Maura Delpero                                                                          | Nominada  | [ 11 ] |
| San Diego Film Critics Society      | 9 de diciembre de 2024  | Mejor Película Extranjera                                   | Vermiglio                                                                              | Nominada  | [ 12 ] |
| Golden Globe Awards                 | 5 de enero de 2025      | Mejor Película en lengua no Inglesa                         | Vermiglio                                                                              | Pendiente | [ 13 ] |